# レオポルト・ミュルレル

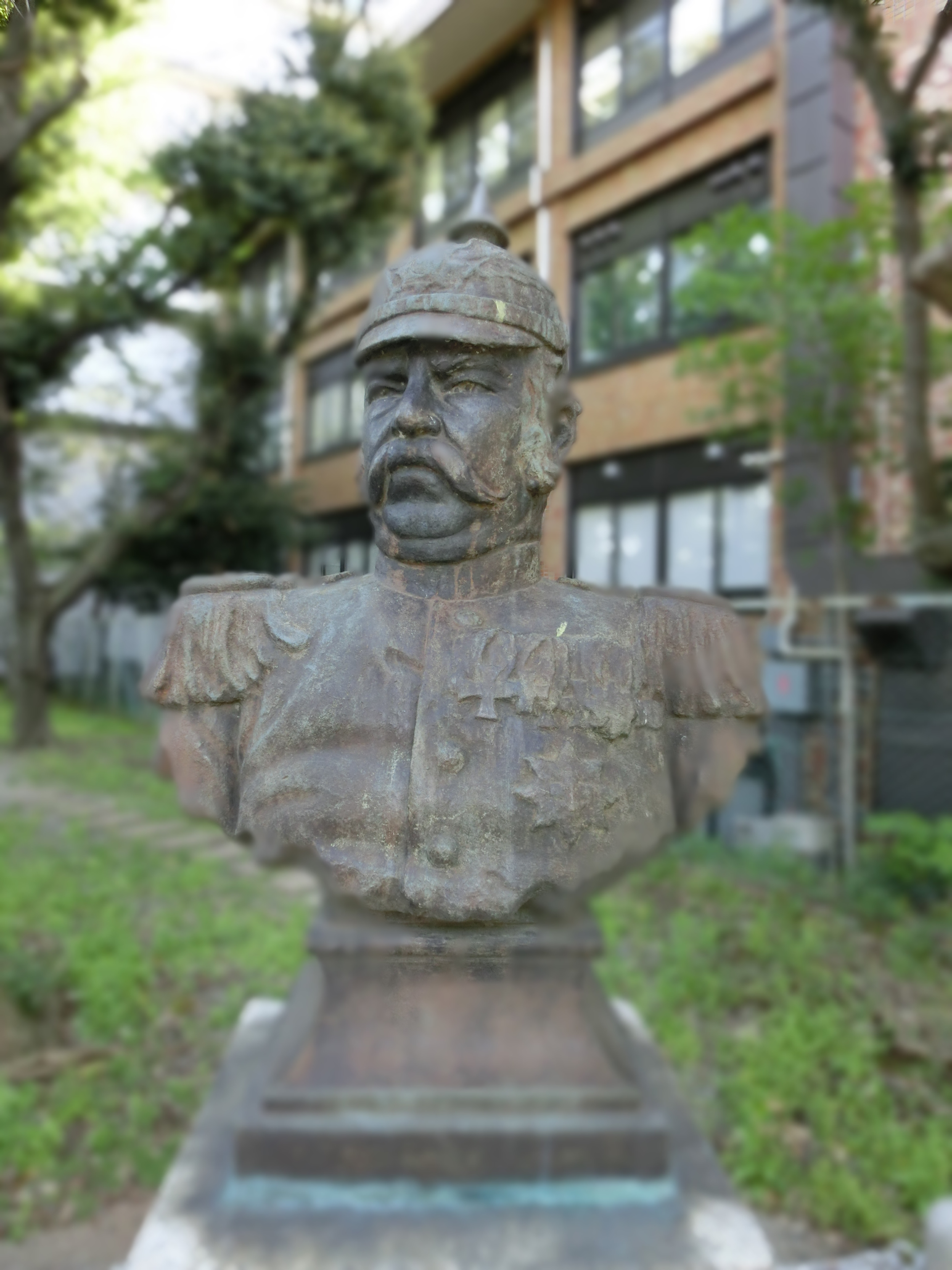
東京大学本郷キャンパス構内の胸像(藤田文蔵作)。

レオポルト・ミュルレル（ベンヤミン・カール・レオポルト・ミュラー、Benjamin Carl Leopold Müller, 1824年6月24日 - 1893年9月13日）は、プロイセン王国・ドイツ帝国の陸軍軍医、外科医。お雇い外国人として来日し、近代日本の医学教育制度を整備した。

## 青年時代まで
1824年6月24日マインツに生まれる。父はプロイセン軍医のJohann Benjamin Müller、母はEleonoreである。父が1833年ザールルイへ転任したため、レオポルトはそこのギムナジウムに通った（1836年から1842年）。
1842年ボン大学の医学校に入学したが、再び父の転任に伴い1844年にベルリンのフリードリヒ・ヴィルヘルム内科外科学校(medizinisch-chirurgischen Friedrich Wilhelms-Institut)に移る。ここはペピニエール(Pépinière)という別名で知られており、卒業後に一定年数を軍医として働く代わりに有給で医学教育が受けられる医学校であった。1847年2月にベルリンの大学病院シャリテの研修医となり、5月28日に内科および外科のドクトルを取得（学位論文は『脳脊髄液』）。1848年4月1日軍医となり、1849年に外科医および産科医の国試に合格。軍医少尉としてシュヴェートへ赴く。1850年オーストリアとの間で緊張が高まり総動員令が出たため第9戦地病院に配属。翌年に動員令が解除されてポツダムへ赴く。1853年にはフリードリヒ・ヴィルヘルム内科外科学校の講師となる。1855年シャリテの上医となり、眼科医の資格を得る。ミュルレルはプロイセンに800名ほどいる軍医として、この時まではごくありきたりのキャリアを重ねていた。

## ハイチ
経緯は不明だが、ミュルレルは1855年からイギリスの保険会社と交渉し、2年間ハイチのレカイにいる50名の契約者とその家族に対して医療を提供するという契約を結んだ。年俸は2万グールドで、軍医大尉として俸給の26倍という破格の好待遇であった。もちろんこれには理由があった。フランス革命をきっかけに1791年ハイチ革命が起こり、その後も争乱が続いて1849年に皇帝フォースタン1世によるハイチ帝国が成立したところであり、その政情は不安定だったのである。ただミュルレルは1855年に婚約者を亡くしており、経済的な事情だけでなく心機一転を図る意味があったのかもしれない。1856年ミュルレルは勅許により無給の休暇とレカイへの転出許可を得、1月17日外輪船パラナ号でサウサンプトンからセント・トーマス島へ向けて出発した。天候の影響で航海が遅れたためマデイラ諸島フンシャルに寄港し、2月10日にレカイに到着した。
ハイチに到着した1856年、アメリカ領事の姪でユダヤ人のAnne Denise Genevieve Bonne Castelと結婚した。2人は幸せに暮らし1男(Edgar)2女(GarimèneとOlga)が生まれたが、末娘は1歳になる前に亡くなった。1866年には妻Bonneが34歳で亡くなり、翌年Bonneの妹Amaïdeと再婚した。
ハイチへ来て3年後の1859年、ファーブル・ジェフラールがフォースタン1世を追放して大統領に就任する。これにより、ミュルレルはハイチ陸軍軍医総監ならびに軍医学校長・病院長に任命された。ハイチ陸軍への移籍の許可を得る際に、プロイセン軍はUntertanenverbandからの脱退を指示した。ミュルレルはハイチにおける度重なる紛争の際にもプロイセン国旗を守り通した愛国的な人であり、これを拒絶した。月俸は200スペインドルで、とくに1865年の内戦のときには治療のみならず野戦病院の設営などに携わった。
ハイチに来てからのミュルレルは金銭的に余裕ができ、また医師としても成功していた。彼は家族に対してもハイチを訪れるように勧め、当初2年間の予定だった滞在を延ばして永住することも考えていた。5年が経過した1861年にはプロイセンに帰りたいと手紙に書いたり、また後には南北戦争の北軍に加わろうと考えたりもしている。しかし1866年妻が亡くなり彼の妹Luiseが帰国を勧めたときには、10年も自由なアメリカで暮らしたため、プロイセンの統制には従えないだろうし、一介の軍医大尉に戻ることはプライドが許さないと、これを断っている。彼はハイチ大統領の3～4倍も稼いでおり、ヨーロッパではこれに匹敵する職は得られない。ポルトープランスのフリーメイソンロッジ"Les Coeurs Unis (No. 24)"でMaitre Parfaitの階級についた。
ミュルレルは様々な経済的活動を行っていた。当初イギリスの保険会社の契約医師としてハイチに赴いたが、検死官も務めていた。また医師だけでなく薬局もやっていた。1864年にはレオガンに薬局を作り、そこの顧問を務めた。ポルトープランスでも薬局を経営し、また工場を作り炭酸水やレモネード、アルコール飲料などを製造していた。さらにベルリンとの貿易も営んでいた。ヴァシュ島にアメリカの解放黒人5000名を移住させようとしたBernard Kockともつながりがある。
1867年3月13日、ファーブル・ジェフラールがシルヴァン・サルナーヴにより放逐される。ミュルレルは4月3日に軍医総監の職を解かれ（ただし5月20日に再度任命されている）、9月21日に家族と共に帰国することになる。土地はレカイの公証人に売却され、動産は国庫へ納められた。

## 東プロイセン
帰国後の1868年2月から8月にかけて、東プロイセンでの発疹チフス対策に携わる。当時は栄養不足が原因だと考えられていたが、ミュルレルはまもなく栄養状態には問題が無く、人口の密集と衛生状態に関係があることに気付いた。半ば強制的に衛生状態を改善することで蔓延を収束させ、この功績により第四等王冠勲章を受けた。翌1869年に軍医に復帰。普仏戦争では第4戦地病院長として従軍。

## 日本
1869年（明治2年）日本政府はドイツ医学の導入を決定し、翌年3月18日北ドイツ連邦公使マックス・フォン・ブラントとの間に、医学教師2名を3年間招聘する契約が結ばれた。当時日本では医師の社会的地位が低く、フォン・ブラントは軍医でなければ主導的地位に受け入れられないと判断した。ミュルレルはハイチで同様の任を務めていたことから派遣を打診され、テオドール・ホフマンとともに応諾する。普仏戦争のため来日が遅れたが、1871年6月3日にブレーメンを出航し、船便の都合でアメリカに1ヶ月滞在した後、8月23日に横浜港へ到着した。
契約で初代文部卿大木喬任の直属となり大学東校の全権を委ねられたため、抜本的な改革が可能となった。解剖学・外科・婦人科・眼科を担当した。また医師と独立した薬剤師の必要性を説いて製薬学科の設立に関わった。日本滞在中の1872年に軍医少佐(Oberstabsarzt 1. Klasse)に昇進している。
1874年に3年間の契約が満了する際に日本人の指揮下に入る条件で契約更新を打診されるが、それでは改革は実行できないとしてこれを断る。後任者との引き継ぎを行うまでの間は宮内省でいわば侍医として雇われることになる。1875年11月25日に横浜からサンフランシスコ経由で帰国の途に就き、1876年4月8日にベルリンへ到着する。帰国後の1876年4月に廃兵院の院長、1887年には陸軍第1病院の院長となる。1893年9月13日病死。

## 音楽
ミュルレルは音楽や文化交流にも深い関心を示した。ハイチ時代にはレカイのルネサンス劇場(Theatre la Renaissance)の設立代表者として活動しており、また1861年にはポルトープランスに新設された音楽学校の試験委員を務めている。ベルリンではシュテルン合唱団の理事となっており、また日本からは雅楽器を持ち帰り雅楽についての講演を行っている。日本時代には1873年にフォン・ブラントとともにドイツ東洋文化研究協会を設立し、フォン・ブラントが清国大使として転出した後の1874年から1875年には会長を務めている。

## 胸像
1895年三回忌にあたってミュルレルの胸像が帝国大学構内に設置された。作者は藤田文蔵で、台座に島田重礼撰、田口米舫筆の碑文が彫られた。第二次世界大戦中の金属供出の準備としてコンクリートによる複製が作成されたが、結局供出に至る前に終戦を迎えた。しかしこの胸像は1959年に何者かにより盗まれてしまった。1964年ミュルレルの縁者が来日するということで、コンクリート複製像を着色して設置したが、十年あまりで老朽化してしまった。1975年に改めてブロンズ像が設置されて現在にいたる。

## 栄典
- 第四等王冠勲章（1868年）
- 二級鉄十字章（1870年）
- スペイン共和国第二等海軍功労勲章（1873年）
- 勲四等旭日小綬章（明治10年7月2日）
- 第四等赤鷲勲章（1884年）